# Heteropterys arenaria
Heteropterys arenaria là một loài thực vật có hoa trong họ Malpighiaceae. Loài này được Markgr. mô tả khoa học đầu tiên năm 1940.